# Rodzimowierstwo

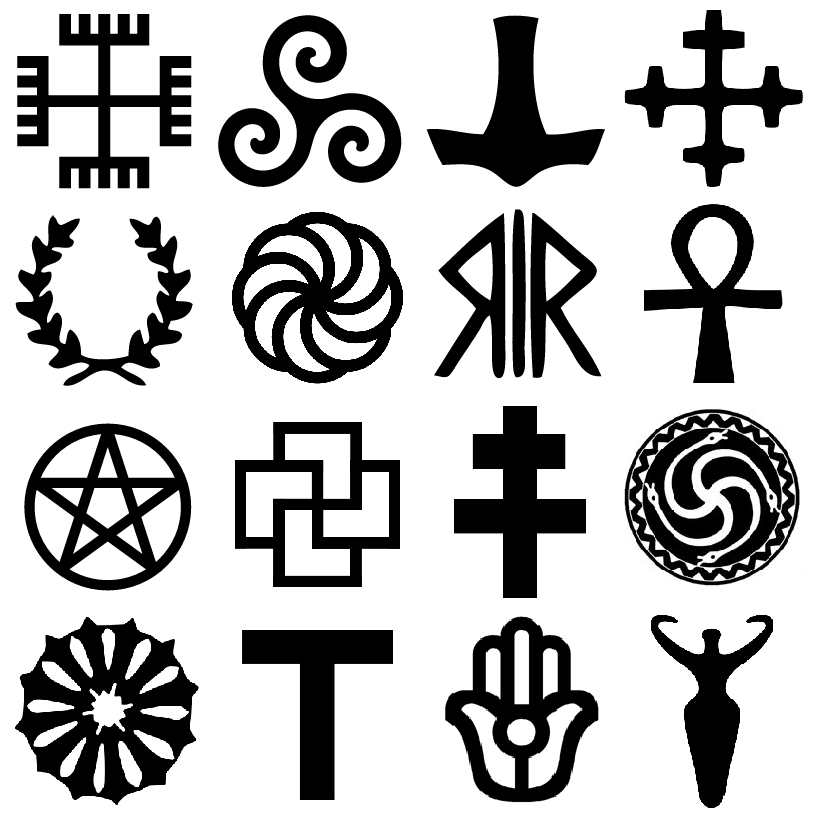
Symbole różnych religii etnicznych

Rodzimowierstwo – system wierzeń etnicznych (zarówno minionych, jak i współczesnych – w tym część rekonstrukcji – zawsze jednak nawiązujących do konkretnego systemu wierzeń etnicznych), odwołujących się zazwyczaj do tradycji przedchrześcijańskich. Jest to zespół poglądów opartych na mitologii i wierzeniach lokalnej społeczności, w obrębie danej grupy kulturowej lub etnicznej. Wyznawcy rodzimowierstwa to tzw. rodzimowiercy – osoby praktykujące wiarę rodzimą, etniczną.

## Terminologia
Termin ten wywodzi się po części z pejoratywnie nacechowanych przez chrześcijaństwo określeń: pogaństwo, neopogaństwo. Pojęcie rodzimowierstwa powstało poprzez złączenie dwóch słów: „wiara” – zespół zasad, na których opiera się pogląd na świat, oraz „rodzima” – właściwa danej społeczności, regionowi, pochodząca z danego narodu, plemienia, ojczyzny, macierzy. Współczesne rodzimowierstwo zaczęło się rozwijać na przełomie XX i XXI wieku, a początkowo odnosiło się głównie do tradycji słowiańskiej. Termin ten rozszerzono na inne przedchrześcijańskie wierzenia etniczne, np. rodzimowierstwo celtyckie czy rodzimowierstwo germańskie.

## Europa
W kontekście Europy rodzimowierstwo zyskało popularność m.in. wśród Germanów, gdzie rozwinęły się ruchy takie jak Ásatrú. Na terenach dawniej zamieszkałych przez Celtów powstał ruch neodruidyzmu, związany z odradzaniem obrzędów takich jak rytuał Gorsedd. Ponadto w różnych regionach Europy obserwuje się ruchy odtwarzające lokalne, przedchrześcijańskie tradycje.

### Polska

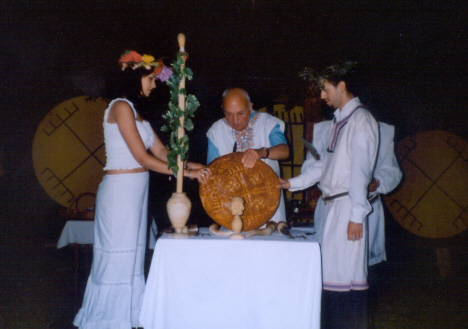
Rodzimowierczy obrzęd swadźby

W Polsce rodzimowierstwo odwołuje się głównie do słowiańskiej przeszłości. W okresie międzywojennym pojawiły się ruchy związane z odrodzeniem tradycji słowiańskiej, takie jak Koło Czcicieli Światowida czy Zadruga. Po transformacji ustrojowej w 1989 roku, w Polsce zarejestrowano kilka związków wyznaniowych, m.in.:
- Związek Wyznaniowy Rodzimowierców Polskich Ród – istniejący od 2016 r.[5]
- Rodzimy Kościół Polski- istniejący od 1995 r.[6]
- Rodzima Wiara- istniejąca od 1996 r.[7]
- Zachodniosłowiański Związek Wyznaniowy „Słowiańska Wiara”[8].

Rodzimowiercy organizują obrzędy nawiązujące do cyklu rocznego i dawnych słowiańskich świąt, takich jak Jare Gody, Noc Kupały, Dziady czy Święto Plonów (Dożynki). Obecnie w Polsce działa wiele rodzimowierczych gromad, w tym te skupione w ramach wyżej wymienionych organizacji. Rodzimowiercy angażują się również w działania mające na celu ochronę miejsc związanych z tradycją przedchrześcijańską, takich jak kurhany, święte gaje i wzgórza.